# Adherbal roy de Numidie
Pour les articles homonymes, voir Adherbal.
Adherbal roy de Numidie est une pièce de théâtre composée par François-Joseph de Lagrange-Chancel (1677-1758) qui donna la première représentation de cette pièce le 8 janvier 1694 à l'âge de 17 ans. Elle a été traduite en néerlandais par Rudolph Marcus en 1759 sous le titre Jugurtha.

## Source
- Cet article contient des extraits du Dictionnaire portatif historique et littéraire des théâtres (Leris) dont le contenu se trouve dans le domaine public.